# 振込指定
振込指定（ふりこみしてい）とは、非典型担保の一つ。銀行などの金融機関が債務者に融資する際に、債務者が第三債務者に対して持っている債権の弁済について、第三債務者が債務者の融資元である金融機関の債務者の口座への振り込みを指定し、融資元である金融機関が融資債権と預金債権を相殺することで回収するという担保の方法である。